# مؤيد اللامي
مؤيد عزيز جاسم اللامي (من مواليد مدينة العمارة) هو نقيب الصحفيين العراقيين  حاصل على شهادة بكالوريوس إعلام من جامعة بغداد، انتخب نقيبا للصحفيين في دورتين متتاليتين، انتخب عضوا في اللجنة التنفيذية للاتحاد الدولي للصحفيين خلال المؤتمر السادس والعشرين للاتحاد بمدينة قاديس جنوب إسبانيا، عام 2010،، يتولي حالياً منصب رئيس الاتحاد العام للصحفيين العرب